# Val Vigoda
Val Vigoda (Newark, 5 settembre 1967) è una violinista statunitense, principalmente nota per essere membro delle band Telergy e Groovelily, nonché per la sua carriera solista.

## Biografia
Iniziata l'attività di violinista nel 1994, nel corso degli anni novanta si è fatta apprezzare da riviste quali Washington Post, e Palo Alto Weekly.
È la paroliere e la star del musical Ernest Shackleton Loves Me, prodotto da Emerson, George Street Playhouse a New Brunswick e Seattle Repertory. Lo spettacolo è stato presentato in anteprima off-Broadway al Second Stage il 14 aprile e si è aperto il 7 maggio. Ha anche co-scritto musical insieme al collaboratore di lunga data Brendan Milburn, tra cui Beautiful Poison, Sleeping Beauty Wakes, Toy Story: The Musical, e Wheelhouse. Vigoda ha anche co-scritto e contribuito alla musica per brani di film e programmi televisivi Disney tra cui Campanellino e il grande salvataggio delle fate.
Oltre alla sua carriera da solista, Vigoda è stata in tour con Cyndi Lauper e Joe Jackson.
È stata inoltre una delle ideatrici del programma "Electrify Your Strings", un'esperienza di educazione musicale creata per presentare e incoraggiare giovani musicisti d'archi e cantanti di coro a esibirsi.Ha insegnato alla Stanford University, all'Emerson College e al Berklee College of Music.

## Discografia

### Solista
- 1994 - Inhabit My Heart
- 1996 - Jungle and Sky
- 2000 - Little Light
- 2003 - Are We There Yet?
- 2013 - Will House
- 2016 - Just Getting Good

### Con i Telergy
- 2011 – Exodus
- 2013 – Legend of Goody Coole